# Andorra társhercegeinek listája
Andorra társhercegei az államfői pozíciót Franciaország elnöke és a spanyolországi Urgelli egyházmegye püspöke tölti be. A társfejedelemség a monarchiák egyik formája, melyben az államfői (uralkodói) tisztséget hivatalból eredően egy másik tisztség viselője tölti be. Jelenleg egyetlen ország államformája társfejedelemség, mégpedig Andorráé. A két társfejedelmet Andorrában társhercegeik képviselik. A társfejedelmekre jellemző, hogy hatalmuk ex officio azaz hivatalából ered tehát egy másik tisztség viselésével lehet kizárólag megszerezni ezt a címet. Franciaország elnöke, elnökké választása után automatikusan Andorra társfejedelme lesz, függetlenül attól, hogy azt a címet elfogadja-e. Hasonlóan Séo de Urgel püspöke kinevezését követően andorrai társfejedelem lesz. A társfejedelmeket szokás szerint kisebb rangú társhercegeik képviselik, akikre a társfejedelmek jelentős jogköröket ruháztak át.

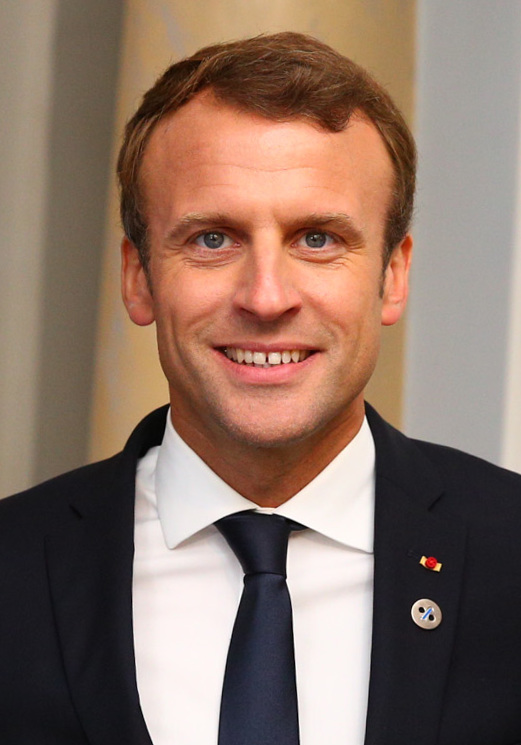
Emmanuel Macron

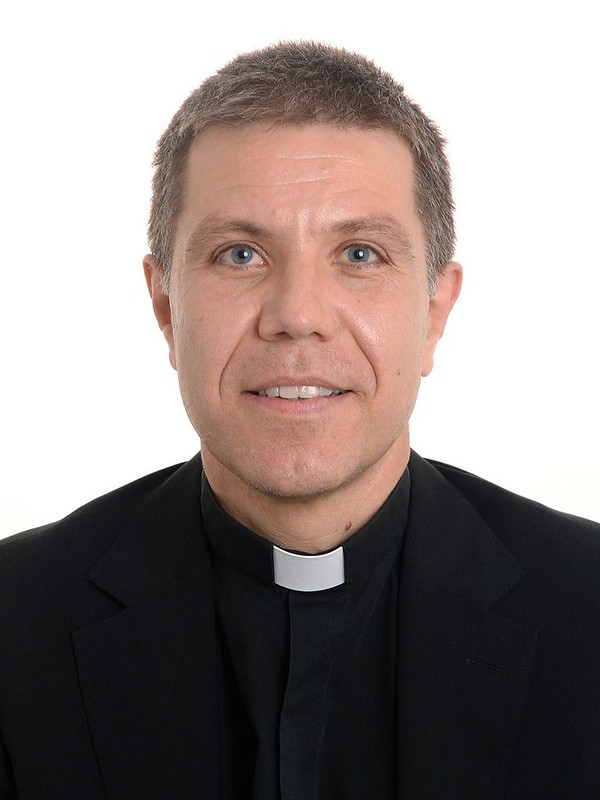
Josep-Lluís Serrano Pentinat

| Spanyol társherceg                                                              | Uralkodott                      | Francia társherceg                              | Uralkodott                       |
| ------------------------------------------------------------------------------- | ------------------------------- | ----------------------------------------------- | -------------------------------- |
| Urgell püspökei                                                                 | Urgell püspökei                 | Foix grófjai                                    | Foix grófjai                     |
| Urgell püspökei                                                                 | Urgell püspökei                 | Foix-ház                                        |                                  |
| Pere d'Urtx                                                                     | 1278–1293                       | III. Roger Bernát                               | 1278–1302                        |
| Guillem de Montcada                                                             | 1295–1308                       | III. Roger Bernát                               | 1278–1302                        |
| Guillem de Montcada                                                             | 1295–1308                       | Foix-Béarn-ház                                  |                                  |
| Guillem de Montcada                                                             | 1295–1308                       | I. Gaston                                       | 1302–1315                        |
| Ramon Trebaylla                                                                 | 1309–1326                       | I. Gaston                                       | 1302–1315                        |
| Ramon Trebaylla                                                                 | 1309–1326                       | II. Gaston                                      | 1315–1343                        |
| Arnau de Llordà                                                                 | 1326–1341                       | II. Gaston                                      | 1315–1343                        |
| Pere de Narbona                                                                 | 1341–1347                       | II. Gaston                                      | 1315–1343                        |
| Pere de Narbona                                                                 | 1341–1347                       | III. Gaston                                     | 1343–1391                        |
| Nicolau Capoci                                                                  | 1348–1351                       | III. Gaston                                     | 1343–1391                        |
| Hugó Desbach                                                                    | 1351–1361                       | III. Gaston                                     | 1343–1391                        |
| Guillem Arnau de Patau                                                          | 1362–1364                       | III. Gaston                                     | 1343–1391                        |
| Pere de Luna                                                                    | 1365–1370                       | III. Gaston                                     | 1343–1391                        |
| Berenguer d'Erill i de Pallars                                                  | 1371–1388                       | III. Gaston                                     | 1343–1391                        |
| Galcerand de Vilanova                                                           | 1388–1396                       | III. Gaston                                     | 1343–1391                        |
| Galcerand de Vilanova                                                           | 1388–1396                       | I. Mátyás                                       | 1391–1396                        |
| Első aragóniai annexió Aragónia annektálta Andorrát 1396-ban.                   |                                 |                                                 |                                  |
| Urgell püspökei (visszaállítva)                                                 | Urgell püspökei (visszaállítva) | Foix grófjai (visszaállítva)                    | Foix grófjai (visszaállítva)     |
| Urgell püspökei (visszaállítva)                                                 | Urgell püspökei (visszaállítva) | Foix-Béarn-ház (visszaállítva)                  |                                  |
| Galcerand de Vilanova (visszaállítva)                                           | 1396–1415                       | I. Mátyás (visszaállítva)                       | 1396–1398                        |
| Galcerand de Vilanova (visszaállítva)                                           | 1396–1415                       | I. Izabella                                     | 1398–1413                        |
| Galcerand de Vilanova (visszaállítva)                                           | 1396–1415                       | Foix-Grailly-ház                                |                                  |
| Galcerand de Vilanova (visszaállítva)                                           | 1396–1415                       | I. János                                        | 1413–1436                        |
| Francesc de Tovia                                                               | 1416–1436                       | I. János                                        | 1413–1436                        |
| Francesc de Tovia                                                               | 1416–1436                       | IV. Gaston                                      | 1436–1472                        |
| Arnau Roger de Pallars                                                          | 1437–1461                       | IV. Gaston                                      | 1436–1472                        |
| Jaume de Cardona i de Gandia                                                    | 1462–1466                       | IV. Gaston                                      | 1436–1472                        |
| Roderic de Borja i Escrivà                                                      | 1467–1472                       | IV. Gaston                                      | 1436–1472                        |
| Pere de Cardona                                                                 | 1472–1513                       | Navarra királyai                                | Navarra királyai                 |
| Pere de Cardona                                                                 | 1472–1513                       | I. Ferenc Phoebus                               | 1472-1483                        |
| Pere de Cardona                                                                 | 1472–1513                       | I. Katalin                                      | 1483–1512                        |
| Második aragóniai annexió Andorrát másodszor is annektálja Aragónia -1512–1513. |                                 |                                                 |                                  |
| Urgell püspökei (visszaállítva)                                                 | Urgell püspökei (visszaállítva) | Navarra királyai (visszaállítva)                | Navarra királyai (visszaállítva) |
| Urgell püspökei (visszaállítva)                                                 | Urgell püspökei (visszaállítva) | Foix-Grailly-ház (visszaállítva)                |                                  |
| Pere de Cardona (visszaállítva)                                                 | 1513–1515                       | I. Katalin (visszaállítva)                      | 1513–1517                        |
| Joan Despés                                                                     | 1515–1530                       | I. Katalin (visszaállítva)                      | 1513–1517                        |
| Joan Despés                                                                     | 1515–1530                       | Albret-ház                                      |                                  |
| Joan Despés                                                                     | 1515–1530                       | II. Henrik                                      | 1517–1555                        |
| Pedro Jordà de Urríes                                                           | 1532–1533                       | II. Henrik                                      | 1517–1555                        |
| Francesc de Urríes                                                              | 1534–1551                       | II. Henrik                                      | 1517–1555                        |
| Miquel Despuig                                                                  | 1552–1556                       | II. Henrik                                      | 1517–1555                        |
| Miquel Despuig                                                                  | 1552–1556                       | III. Johanna                                    | 1555–1572                        |
| Joan Pérez García de Oliván                                                     | 1556–1560                       | III. Johanna                                    | 1555–1572                        |
| Pere de Castellet                                                               | 1561–1571                       | III. Johanna                                    | 1555–1572                        |
| Joan Dimas Loris                                                                | 1572–1576                       | Francia királyok                                | Francia királyok                 |
| Joan Dimas Loris                                                                | 1572–1576                       | Bourbon-ház                                     |                                  |
| Joan Dimas Loris                                                                | 1572–1576                       | IV. Henrik III. Henrik navarrai király          | 1572–1610                        |
| Miquel Jeroni Morell                                                            | 1577–1579                       | IV. Henrik III. Henrik navarrai király          | 1572–1610                        |
| Hugó Ambrós de Montcada                                                         | 1580–1586                       | IV. Henrik III. Henrik navarrai király          | 1572–1610                        |
| Andreu Capella                                                                  | 1587–1609                       | IV. Henrik III. Henrik navarrai király          | 1572–1610                        |
| Bernat de Salbà i de Salbà                                                      | 1610–1620                       | IV. Henrik III. Henrik navarrai király          | 1572–1610                        |
| Bernat de Salbà i de Salbà                                                      | 1610–1620                       | XIII. Lajos II. Lajos navarrai király, 1620-tól | 1610–1643                        |
| Luís Díes Aux de Armendáriz                                                     | 1621–1627                       | XIII. Lajos II. Lajos navarrai király, 1620-tól | 1610–1643                        |
| Antoni Pérez                                                                    | 1627–1633                       | XIII. Lajos II. Lajos navarrai király, 1620-tól | 1610–1643                        |
| Pau Duran                                                                       | 1634–1651                       | XIII. Lajos II. Lajos navarrai király, 1620-tól | 1610–1643                        |
| Pau Duran                                                                       | 1634–1651                       | XIV. Lajos                                      | 1643–1715                        |
| Joan Manuel de Espinosa                                                         | 1655–1663                       | XIV. Lajos                                      | 1643–1715                        |
| Melcior Palau i Boscà                                                           | 1664–1670                       | XIV. Lajos                                      | 1643–1715                        |
| Pere de Copons i de Teixidor                                                    | 1671–1681                       | XIV. Lajos                                      | 1643–1715                        |
| Joan Desbach Martorell                                                          | 1682–1688                       | XIV. Lajos                                      | 1643–1715                        |
| Oleguer de Montserrat Rufet                                                     | 1689–1694                       | XIV. Lajos                                      | 1643–1715                        |
| Julià Cano Thebar                                                               | 1695–1714                       | XIV. Lajos                                      | 1643–1715                        |
| Simeó de Guinda y Apeztegui                                                     | 1714–1737                       | XIV. Lajos                                      | 1643–1715                        |
| Simeó de Guinda y Apeztegui                                                     | 1714–1737                       | XV. Lajos                                       | 1715–1774                        |
| Jordi Curado y Torreblanca                                                      | 1738–1747                       | XV. Lajos                                       | 1715–1774                        |
| Sebastià de Victoria Emparán y Loyola                                           | 1747–1756                       | XV. Lajos                                       | 1715–1774                        |
| Francesc Josep Catalán de Ocón                                                  | 1757–1762                       | XV. Lajos                                       | 1715–1774                        |
| Francesc Fernández de Xátiva y Contreras                                        | 1763–1771                       | XV. Lajos                                       | 1715–1774                        |
| Joaquín de Santiyán y Valdivielso                                               | 1772–1779                       | XV. Lajos                                       | 1715–1774                        |
| Joaquín de Santiyán y Valdivielso                                               | 1772–1779                       | XVI. Lajos                                      | 1774–1792                        |
| Juan de García y Montenegro                                                     | 1780–1783                       | XVI. Lajos                                      | 1774–1792                        |
| Josep de Boltas                                                                 | 1785–1795                       | XVI. Lajos                                      | 1774–1792                        |
| Josep de Boltas                                                                 | 1785–1795                       | Első Francia Köztársaság                        |                                  |
| Francesc Antoni de la Dueña y Cisneros                                          | 1797–1816                       |                                                 |                                  |
| Francesc Antoni de la Dueña y Cisneros                                          | 1797–1816                       | Francia császárok                               |                                  |
| Francesc Antoni de la Dueña y Cisneros                                          | 1797–1816                       | Bonaparte-ház                                   |                                  |
| Francesc Antoni de la Dueña y Cisneros                                          | 1797–1816                       | I. Napóleon                                     | 1806–1814                        |
| Francesc Antoni de la Dueña y Cisneros                                          | 1797–1816                       | Francia királyok (visszaállítva)                |                                  |
| Francesc Antoni de la Dueña y Cisneros                                          | 1797–1816                       | Bourbon-ház (visszaállítva)                     |                                  |
| Francesc Antoni de la Dueña y Cisneros                                          | 1797–1816                       | XVIII. Lajos                                    | 1814–1815                        |
| Francesc Antoni de la Dueña y Cisneros                                          | 1797–1816                       | Francia császárok (visszaállítva)               |                                  |
| Francesc Antoni de la Dueña y Cisneros                                          | 1797–1816                       | Bonaparte-ház (visszaállítva)                   |                                  |
| Francesc Antoni de la Dueña y Cisneros                                          | 1797–1816                       | I. Napóleon (visszaállítva)                     | 1815                             |
| Bernat Francés y Caballero                                                      | 1817–1824                       | Francia királyok (visszaállítva)                | Francia királyok (visszaállítva) |
| Bernat Francés y Caballero                                                      | 1817–1824                       | Bourbon-ház (visszaállítva)                     |                                  |
| Bernat Francés y Caballero                                                      | 1817–1824                       | XVIII. Lajos (visszaállítva)                    | 1817–1824                        |
| Bonifaci López y Pulido                                                         | 1824–1827                       | X. Károly                                       | 1824–1830                        |
| Simó de Guardiola y Hortoneda                                                   | 1827–1851                       | X. Károly                                       | 1824–1830                        |
| Simó de Guardiola y Hortoneda                                                   | 1827–1851                       | Orléans-ház                                     |                                  |
| Simó de Guardiola y Hortoneda                                                   | 1827–1851                       | I. Lajos Fülöp                                  | 1830–1848                        |
| Simó de Guardiola y Hortoneda                                                   | 1827–1851                       | A Második Francia Köztársaság elnökei           |                                  |
| Simó de Guardiola y Hortoneda                                                   | 1827–1851                       | Louis-Napoléon Bonaparte                        | 1848–1852                        |
| Simó de Guardiola y Hortoneda                                                   | 1827–1851                       | Francia császárok (visszaállítva)               |                                  |
| Simó de Guardiola y Hortoneda                                                   | 1827–1851                       | Bonaparte-ház (visszaállítva)                   |                                  |
| Simó de Guardiola y Hortoneda                                                   | 1827–1851                       | III. Napóleon                                   | 1852–1870                        |
| Josep Caixal i Estradé                                                          | 1853–1879                       | III. Napóleon                                   | 1852–1870                        |
| Josep Caixal i Estradé                                                          | 1853–1879                       | A Harmadik Francia Köztársaság elnökei          |                                  |
| Josep Caixal i Estradé                                                          | 1853–1879                       | Adolphe Thiers                                  | 1871–1873                        |
| Josep Caixal i Estradé                                                          | 1853–1879                       | Patrice de Mac-Mahon                            | 1873–1879                        |
| Salvador Casañas i Pagés                                                        | 1879–1901                       | Jules Grévy                                     | 1879–1887                        |
| Salvador Casañas i Pagés                                                        | 1879–1901                       | Sadi Carnot                                     | 1887–1894                        |
| Salvador Casañas i Pagés                                                        | 1879–1901                       | Jean Casimir-Perier                             | 1894–1895                        |
| Salvador Casañas i Pagés                                                        | 1879–1901                       | Félix Faure                                     | 1895–1899                        |
| Salvador Casañas i Pagés                                                        | 1879–1901                       | Émile Loubet                                    | 1899–1906                        |
| Ramon Riu i Cabanes                                                             | 1901                            | Émile Loubet                                    | 1899–1906                        |
| Toribio Martín (helyettes)                                                      | 1902                            | Émile Loubet                                    | 1899–1906                        |
| Joan Josep Laguarda i Fenollera                                                 | 1902–1906                       | Émile Loubet                                    | 1899–1906                        |
| Josep Pujargimzú (helyettes)                                                    | 1907                            | Clément Armand Fallières                        | 1906–1913                        |
| Juan Benlloch y Vivó                                                            | 1907–1919                       | Clément Armand Fallières                        | 1906–1913                        |
| Juan Benlloch y Vivó                                                            | 1907–1919                       | Raymond Poincaré                                | 1913–1920                        |
| Jaume Viladrich i Gaspa (helyettes)                                             | 1919–1920                       | Raymond Poincaré                                | 1913–1920                        |
| Justí Guitart i Vilardebó                                                       | 1920–1940                       | Paul Deschanel                                  | 1920                             |
| Justí Guitart i Vilardebó                                                       | 1920–1940                       | Alexandre Millerand                             | 1920–1924                        |
| Justí Guitart i Vilardebó                                                       | 1920–1940                       | Gaston Doumergue                                | 1924–1931                        |
| Justí Guitart i Vilardebó                                                       | 1920–1940                       | Paul Doumer                                     | 1931–1932                        |
| Justí Guitart i Vilardebó                                                       | 1920–1940                       | Albert Lebrun                                   | 1932–1940                        |
| Ricard Fornesa (helyettes)                                                      | 1940–1943                       | A Francia Állam államfői                        | A Francia Állam államfői         |
| Ricard Fornesa (helyettes)                                                      | 1940–1943                       | Henri Philippe Pétain                           | 1940–1944                        |
| Ramon Iglesias i Navarri                                                        | 1943–1969                       | Henri Philippe Pétain                           | 1940–1944                        |
| Ramon Iglesias i Navarri                                                        | 1943–1969                       | Francia ideiglenes kormányzat                   |                                  |
| Ramon Iglesias i Navarri                                                        | 1943–1969                       | Charles de Gaulle                               | 1944–1946                        |
| Ramon Iglesias i Navarri                                                        | 1943–1969                       | Félix Gouin                                     | 1946                             |
| Ramon Iglesias i Navarri                                                        | 1943–1969                       | Georges Bidault                                 | 1946–1947                        |
| Ramon Iglesias i Navarri                                                        | 1943–1969                       | A Negyedik Francia Köztársaság elnökei          |                                  |
| Ramon Iglesias i Navarri                                                        | 1943–1969                       | Vincent Auriol                                  | 1947–1954                        |
| Ramon Iglesias i Navarri                                                        | 1943–1969                       | René Coty                                       | 1954–1959                        |
| Ramon Iglesias i Navarri                                                        | 1943–1969                       | Az Ötödik Francia Köztársaság elnökei           |                                  |
| Ramon Iglesias i Navarri                                                        | 1943–1969                       | Charles de Gaulle                               | 1959–1969                        |
| Ramón Malla Call (helyettes)                                                    | 1969–1971                       | Georges Pompidou                                | 1969–1974                        |
| Joan Martí Alanis                                                               | 1971–2003                       | Georges Pompidou                                | 1969–1974                        |
| Joan Martí Alanis                                                               | 1971–2003                       | Valéry Giscard d’Estaing                        | 1974–1981                        |
| Joan Martí Alanis                                                               | 1971–2003                       | François Mitterrand                             | 1981–1995                        |
| Joan Martí Alanis                                                               | 1971–2003                       | Jacques Chirac                                  | 1995–2007                        |
| Joan-Enric Vives i Sicília                                                      | 2003–2025                       | Jacques Chirac                                  | 1995–2007                        |
| Joan-Enric Vives i Sicília                                                      | 2003–2025                       | Nicolas Sarkozy                                 | 2007–2012                        |
| Joan-Enric Vives i Sicília                                                      | 2003–2025                       | François Hollande                               | 2012–2017                        |
| Josep-Lluís Serrano Pentinat                                                    | 2025–                           | Emmanuel Macron                                 | 2017–                            |